# Dieter Lamping
Dieter Lamping (* 7. Februar 1954 in Lohne (Oldenburg)) ist ein deutscher Komparatist und Professor emeritus für Allgemeine und Vergleichende Literaturwissenschaft an der Johannes Gutenberg-Universität Mainz.

## Werdegang
Dieter Lamping studierte die Fächer Allgemeine Literaturwissenschaft, Germanistik und Pädagogik an den Universitäten Köln und Wuppertal. Er promovierte 1981 bei Dietrich Weber an der  Bergischen Universität Wuppertal mit der Arbeit Der Name in der Erzählung. Nach der Habilitation 1986 (Das lyrische Gedicht. Definitionen zu Theorie und Geschichte einer Gattung) unterrichtete er zunächst von 1987 bis 1988 als Professor für Allgemeine Literaturwissenschaft an der Universität Wuppertal, dann von 1988 bis 1993 als Gastprofessor und Professor für Allgemeine und Vergleichende Literaturwissenschaft (Komparatistik) an der Ludwig-Maximilians-Universität München. 1993 erfolgte der Ruf auf eine Professur für Allgemeine und Vergleichende Literaturwissenschaft an die Universität Mainz; einen gleichzeitigen Ruf an die Gerhart Mercator-Universität Duisburg lehnte er ab. Gastdozenturen führten ihn an die Indiana University Bloomington (1997) und an die Rijksuniversiteit Groningen (2000). Er war langjähriger Sprecher des Mainzer Interdisziplinären Arbeitskreises Jüdische Studien und Gründungssprecher des Zentrums für Interkulturelle Studien (ZiS) an der Universität Mainz. 2008 war er Fellow am Freiburg Institute for Advanced Studies (FRIAS). Lamping wurde 2019 emeritiert und war 2021 und 2022 noch Member of the faculty am Institute for World Literature der Harvard University.
Lamping ist seit 1997 Mitherausgeber der Schriftenreihe Palaestra. Seit 2013 ist er verantwortlich für den Bereich „Komparatistik“ bei literaturkritik.de. Von 2001 bis 2008 war er Mitherausgeber der Zeitschrift KulturPoetik.
Dieter Lamping ist verheiratet mit der Schriftstellerin und Malerin Simone Frieling.

## Forschung und Hauptarbeitsgebiete

### Lyriktheorie
Auf der Grundlage einer kritischen Auseinandersetzung mit der in früheren Lyriktheorien vorhandenen Verschränkung von Lyrik als Gattung und dem Lyrischen als Wesensmerkmal, entwickelt Lamping in Das lyrische Gedicht einige systematische Neudefinitionen. Das „Gedicht“ versteht er als „Versrede“ oder „Rede in Versen“, das „lyrische Gedicht“ als „Einzelrede in Versen“. Dem von ihm kritisierten Scheitern früherer Lyrikkonzepte an der modernen Lyrik setzt er eine historisch orientierte Erprobung seiner Definitionen entgegen. Das von Lamping herausgegebene, interdisziplinäre Handbuch Lyrik versammelt Beiträge zur Theorie, Analyse, Typologie, Geschichte und Vermittlung von Lyrik.

### Gattungstheorie
Die gattungsbezogenen Arbeiten umfassen sowohl die allgemeine Gattungstheorie wie auch die Erarbeitung von spezifischen Gattungsdefinitionen. Als Hauptanliegen der allgemein theoretischen Arbeiten erscheint die reflektierte Vermittlung von gattungstheoretischen und gattungshistorischen sowie von struktur- und funktionsgeschichtlichen Ansätzen. Die einzelnen Gattungsbestimmungen sind um die (Re-)Konstruktion von ausreichend präzisen, aber so wenig wie möglich einschränkenden Definitionen bemüht. Neben dem lyrischen Gedicht gilt ein besonderes Interesse dem Aphorismus. In diesen Zusammenhang lässt sich auch die Beschäftigung mit Lichtenberg einordnen.

### Weltliteratur
Mehrfach hat Lamping vor allem im Zuge seiner Beschäftigung mit den zentralen Arbeitsgebieten der Komparatistik sowohl theoretisch wie praktisch in der Weltliteratur-Diskussion Stellung bezogen. Hierbei interessieren ihn sowohl internationale Beziehungen zwischen Autoren wie auch durch Intertextualität bestimmte literarische Internationalität. Ausgehend von Goethes Konzeption des Begriffs tritt Lamping für ein intertextuelles, relationales Verständnis von Weltliteratur ein, das sich sowohl von einem rein additiven, alle Literaturen der Welt umfassenden Begriffsverständnis wie auch von einer normativen Verwendung im Sinne eines Kanons unterscheidet. Weltliteratur wird dabei als Korpus von Texten verstanden, die über Sprachraumgrenzen hinweg entweder aktiv aufeinander Bezug nehmen oder passiv Gegenstand solcher Bezugnahmen werden.

### Interkulturelle und Jüdische Literatur
Mit der Anthologie Dein aschenes Haar Sulamith legte Dieter Lamping erstmals eine repräsentative Sammlung literarischer Texte zur Darstellung des Holocaust vor. Den Beitrag der jüdischen Autoren zur deutschen Literatur untersucht Lamping im Band Von Kafka bis Celan, der eine differenzierte und werkbezogene Abhandlung über jüdische Identität in der deutschsprachigen Literatur des 20. Jahrhunderts darstellt. Fortgesetzt wird die Beschäftigung mit diesem Thema im Sammelband Identität und Gedächtnis, der nach der Bedeutung des Jahres 1945 für die jüdische Identität fragt.
In der jüdischen Literatur sieht Lamping ein paradigmatisches Beispiel interkultureller Literatur. Weitere Arbeiten zur interkulturellen Literatur beschäftigen sich u. a. mit Adelbert von Chamisso als interkulturellem Lyriker, Exilautoren, dem Sprachwechsel und der Zweisprachigkeit von Autoren.

### Übersetzungstheorie
In seinen Arbeiten zur literarischen Übersetzung hat Lamping die Tendenz moderner Übersetzer verteidigt, stellenweise eher freie Adaption als wörtliche Genauigkeit anzustreben (wie Rilke bei Louise Labé, Walter Benjamin bei  Baudelaire, Borchardt bei Dante oder Paul Celan bei Shakespeare). Gegen eine normative Übersetzungstheorie plädiert er für eine relationale Theorie, die die literarische Übersetzung als „Literatur aus und über Literatur“ auffasst und neben dem Bezug auf das Original auch den Bezug auf dessen Autor, auf den sprachlichen und literarischen Kontext, auf das intendierte Publikum der Übersetzung und ganz besonders den Übersetzer selbst berücksichtigt.

### Moderne
Auf dem Gebiet der literarischen Moderne hat sich Lamping mit einer Reihe repräsentativer Autoren auseinandergesetzt wie z. B. Rainer Maria Rilke, Franz Kafka, William Carlos Williams, Karl Kraus, Joseph Roth, Filippo Tommaso Marinetti, W. H. Auden, René Schickele u. a. Dabei hat er die Teilhabe ihrer Werke an einer internationalen literarischen Tradition herausgestellt (vgl. z. B. die von Lamping mitherausgegebenen Sammelbände Rilke und die Weltliteratur und Kafka und die Weltliteratur). Im Mittelpunkt des Interesses steht dabei häufig die Innovationsleistung moderner Autoren. Diese Innovationsleistung beschreibt Lamping für den Bereich der Lyrik als Bruch mit dem traditionellen, von der Romantik geprägten Gedichttypus durch den Einsatz neuartiger sprachlicher (Verfremdung) oder formaler (freier Vers) Mittel.

### Editionen
Lamping ist Herausgeber einer kommentierten Auswahl der Lyrik und Prosa Rainer Maria Rilkes, einer zweibändigen kommentierten Ausgabe der Gesammelten Werke Hugo von Hofmannsthals (zusammen mit Frank Zipfel), der ersten kommentierten Ausgabe der Gesammelten Werke Alfred Anderschs (10 Bände) und einer kommentierten Ausgabe der Gesammelten Werke Franz Kafkas (zusammen mit Sandra Poppe). Außerdem hat er eine repräsentative Auswahl der literarischen Porträts und Kritiken Ludwig Marcuses und der Werke von Karl Kraus sowie eine Aphorismensammlung (zusammen mit Simone Frieling) ediert.